# Julius Bärens

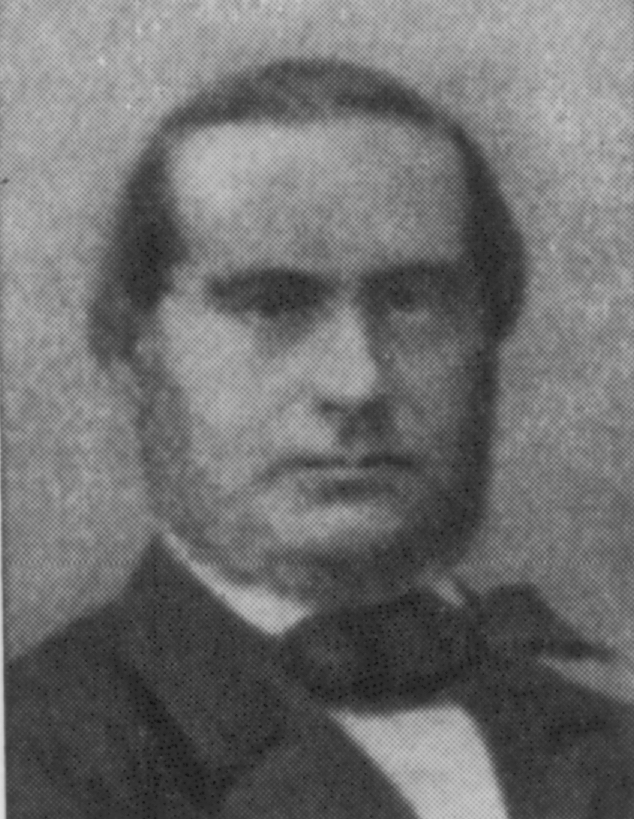
Julius Bärens

Julius Bärens, auch Baerens (* 24. März 1816 in Flensburg; † 6. März 1898 in Hamburg) war ein deutscher Pädagoge, Abgeordneter und Publizist. 

## Leben
Julius Bärens war ein Sohn des Lombardverwalters Johann Heinrich Bärens († 8. April 1850) und dessen Frau Franziska Friederike, geb. Burchard. Er besuchte die Schule in Uetersen und das Alte Gymnasium in Flensburg. Ab Michaelis 1836 studierte er an der Universität Kiel Geschichte und Rechtswissenschaften. 1837 ging er an die Universität Berlin. Eine schwere Erkrankung ließ ihn sein Studium unterbrechen und führte ihn nach Südfrankreich. 1839 kam er zurück und begann an der Universität Kiel ein Studium der Evangelischen Theologie. 1841 wechselte er an die Universität Bonn, wo er vor allem Karl Immanuel Nitzsch hörte. Zu Michaelis 1843 bestand er das Theologische Amtsexamen (2. Charakter mit rechter Auszeichnung). Wie damals üblich, war er danach erst als Hauslehrer tätig, zunächst in Glückstadt, dann in der Familie von Karl Sieveking in Hamburg. Am 13. November 1845 wurde er zum Rektor der Stadtschule in Mölln berufen. Seine Amtszeit war geprägt von seinen Bemühungen um Reformen des veralteten Schulsystems.
Im Revolutionsjahr 1848 war Bärens einer der aktivsten Möllner Bürger. Mehrfach ergriff er bei Bürgerversammlungen das Wort und forderte Reformen. Sein Engagement führte zu einer Beschwerde bei der Schulaufsicht, dem Konsistorium in Ratzeburg, die ihm ein „an Revolution und Anarchie grenzendes Treiben“ vorwarf. Im April 1848 wurde er in den Bürgerwehrausschuss gewählt. Kurz darauf wurde er auch in die verstärkte Landesvertretung gewählt. Hier setzte er sich für ein direktes Wahlrecht ein. Bei den ersten allgemeinen Wahlen im März/April 1849 wurde Bärens im Wahlbezirk 8, der das Gericht (Gut) Gudow, Dorf Bröthen (herrschaftlicher Anteil), Gericht Niendorf a.d. Stecknitz, Gericht Wotersen, Gericht Lanken, Dorf Fitzen einschl. Siebeneichener Schleuse, Dorf Hornbek und das Gericht Müssen umfasste, zum Abgeordneten der Lauenburgischen Landesversammlung gewählt. Als die Landesversammlung am 27. September 1849 zusammentrat, war Bärens einer der beiden jüngsten Abgeordneten. er wurde zum Schriftführer (Sekretär) und zum Mitglied des Petitionsausschusses gewählt. Als Schriftführer gab er die Protokolle heraus, die gedruckt vorliegen. Die Landesversammlung war das kurzlebige Parlament des Herzogtums Lauenburg innerhalb des Dänischen Gesamtstaates mit Sitz in Ratzeburg. Es vertagte sich im November 1851 und wurde 1853 durch das Landesherrliche Patent vom 20. Dezember 1853 betreffend die innere Verfassung des Herzogtums Lauenburg aufgehoben, das den Sieg der Reaktion festschrieb.
Im selben Jahr verließ Bärens das Herzogtum. Im Juli 1853 ging er als Konrektor an die Höhere Bürgerschule, die heutige Tellkampfschule, nach Hannover. Während des Österreichisch-preußischen Kondominiums in Schleswig-Holstein erhielt er 1866 von der österreichischen Statthalterschaft im Herzogtum Holstein den Titel Schulrat.
Bärens vertrat dezidiert antipreußische, welfische Ansichten. In den 1860er-Jahren unterstützte er durch Vorträge den Großdeutschen Reformverein. 1870 war er Mitgründer des Hannoverschen Wahlvereins. Von 1870 bis 1876 war er Herausgeber für das Sonntagsblatt des Hannoverschen Wahlvereins und das Wahlblatt. Er setzte sich für den Welfenpastor Ludwig Heinrich Grote ein. Im Mai 1874 wurde er von der Strafkammer des Obergerichts in Hannover wegen Beleidigung des Fürsten Otto von Bismarck als Redakteur des Hannoverschen Wochenblattes zu einer Gefängnisstrafe von zwei Monaten verurteilt; es wurde im Oktober 1875 vom Ober-Tribunal bestätigt.
Etliche Male trat er erfolglos als Kandidat der Deutsch-Hannoverschen Partei bei Wahlen für das Preußische Abgeordnetenhaus an. Im Wahlkreis Hannover 35 erreichte er bei der Nachwahl am 6. Februar 1872 32,4 % der Stimmen und konnte sich damit nicht gegen Georg Weidenhöfer (1834–1900) durchsetzen. Als Arnold Buddenberg aus dem Abgeordnetenhaus ausschied, kam es am 14. Mai 1875 im Wahlkreis Hannover 6 zu einer Wahl, bei der Bärens mit 46,3 % Günther Lange unterlag. In verschiedenen schleswig-holsteinischen Wahlbezirken bewarb er sich erfolglos um ein Mandat im Reichstag.
Er war verheiratet mit Anna Margarethe Caroline, geb. Tiedemann.

## Schriften
- (Hrsg.) Bericht über die Verhandlungen der Lauenburgischen Landes-Versammlung.
  - Erste Diät. Heft 1. 2. Sitzung 1–35. Lübeck 1849
  - Zweite Diät. Heft 1. Sitzung 1–13. Lübeck 1850
- Schleswig-Holstein und die Bundesreform. Vortrag gehalten in der 5. General-Versammlung des Grossdeutschen Vereins zu Hannover am 6. Mai 1863. Hannover: Klindworth 1863 (Digitalisat)
- Der Französisch-Preussische Handelsvertrag. Hannover: Klindworth 1863 (Digitalisat)
- Der 2. Theil, besonders die Schlussscene der Göthe'schen Fausttragödie. Hannover 1854 (Digitalisat)
- Die Bedeutung der Reformation für die Gegenwart. Rede bei der Melanchthon-Feier am 19. April 1860. Hannover 1860. 2. Auflage 1862
- (Hrsg.) Verhandlungen der Generalversammlung des grossdeutschen Vereins zu Hannover, am 24. November 1863. Hannover 1863
- Der preußische Staat und die hannover’sche Kirche. Deutsche Worte an die Hannoveraner. Hannover: Buchhandlung von Carl Brandes, 1870; Digitalisat
- Gegen die Neuprotestanten in Hannover. Hannover 1875